# 那覇市立城北小学校
那覇市立城北小学校（なはしりつ じょうほくしょうがっこう）は、沖縄県那覇市首里石嶺町1丁目にある公立小学校。

## 概要
- 本校は、首里城の北側に位置し、校名もそれに由来する。

## 沿革
- 1895年（明治28年）- 開校[2]。
- 1984年（昭和59年） - 現校舎建設[1]。
- 2016年（平成28年）11月27日 - 創立120周年記念式典挙行し、祝賀会開催[3]。

## 校歌
作詞：安里盛吉、作曲：仲里朝太郎。

## 通学区域
出典
- 首里赤平町（全域）
- 首里石嶺町1丁目（全域）
- 首里石嶺町3丁目（257番地、266～271番地(ただし267番6号は石嶺小学校の通学区域）、273～333番地）
- 首里大名町3丁目（1～8番地、10～14番地、17番地、25番地、27～30番地、33番地1号、51～53番地、95～97番地、99番地、103～104番地）
- 首里儀保町（全域）
- 首里久場川町1丁目（全域）
- 首里久場川町2丁目（1～134番地(88番地を除く)）
- 首里末吉町1丁目（1～3番地）
- 首里平良町1丁目（1～95番地）
- 首里平良町2丁目（1～34番地、46～51番地、60～69番地、139～140番地）

## 進学先中学校
出典
- 那覇市立城北中学校 - 首里石嶺町・首里大名町・首里平良町から通う児童の主な進学先
- 那覇市立首里中学校 - 首里赤平町・首里儀保町・首里久場川町から通う児童の主な進学先

## 周辺
- 那覇市立城北こども園 - 同一敷地内で、かつ進学前こども園。
- 首里児童クラブ
- 石嶺町本字集会場
- 安謝川
- 伊江記念館
- 社会福祉法人報徳福祉会報徳保育園 - 進学前保育園のひとつ
- 沖縄県道241号宜野湾南風原線
- 那覇市立城北中学校
  - 本校
  - 若夏分校
    - 本校と若夏分校は離れている。

## アクセス
- 那覇バス「若夏学院前」停留所より、
  - 那覇空港・那覇市中心部方面のりばから、徒歩約475m・約7分。
  - 石嶺団地東・石嶺営業所方面のりばから、徒歩約570m・約9分。
- 沖縄都市モノレール沖縄都市モノレール線（ゆいレール）石嶺駅から、徒歩約740m・約12分。